# Diplacodes
Diplacodes es un género de libélulas de la familia Libellulidae. Su gama de colores va desde el cuerpo totalmente negro de la especie africana D. lefebvrei, al azul pálido o el amarillo de la india  D. trivialis o el rojo intenso de la asiático–australiana D. haematodes.
Varias especie de este género viven en África, Asia, Australia y el suroeste del Pacífico. Son generalmente de pequeño tamaño.

## Especies
El género contiene las especies siguientes:
- Diplacodes bipunctata (Brauer 1865)
- Diplacodes deminuta (Lieftinck, 1969)
- Diplacodes exul (Selys 1883)
- Diplacodes haematodes (Burmeister 1839)
- Diplacodes lefebvrii (Rambur, 1842)
- Diplacodes luminans (Karsch, 1893)
- Diplacodes melanopsis (Martin 1901)
- Diplacodes nebulosa (Fabricius 1793)
- Diplacodes pumila (Dijkstra, 2006)
- Diplacodes ramburii (Kirby, 1890)
- Diplacodes remota (Ris, 1911)
- Diplacodes trivialis (Rambur 1842)

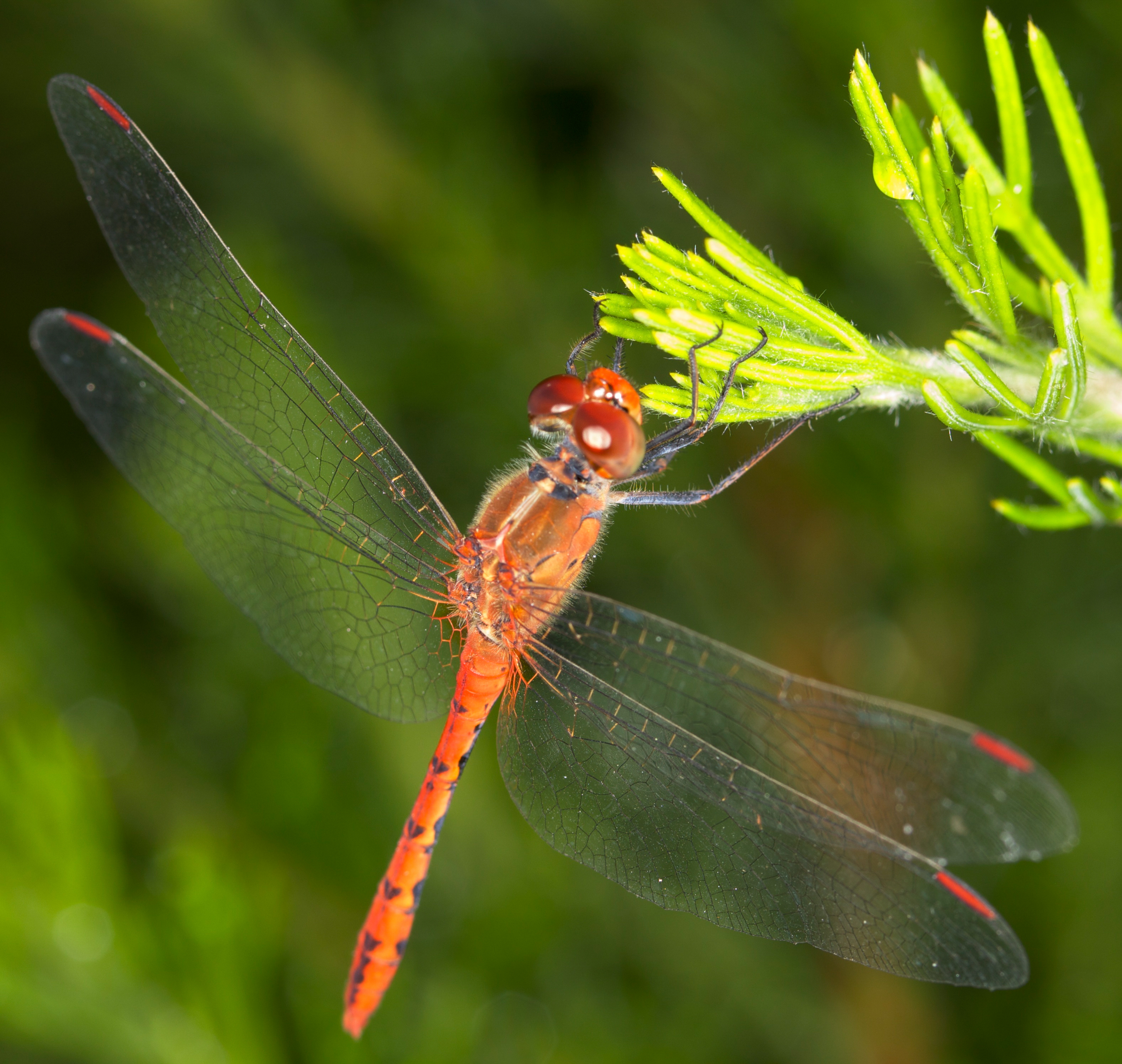
Diplacodes bipunctata
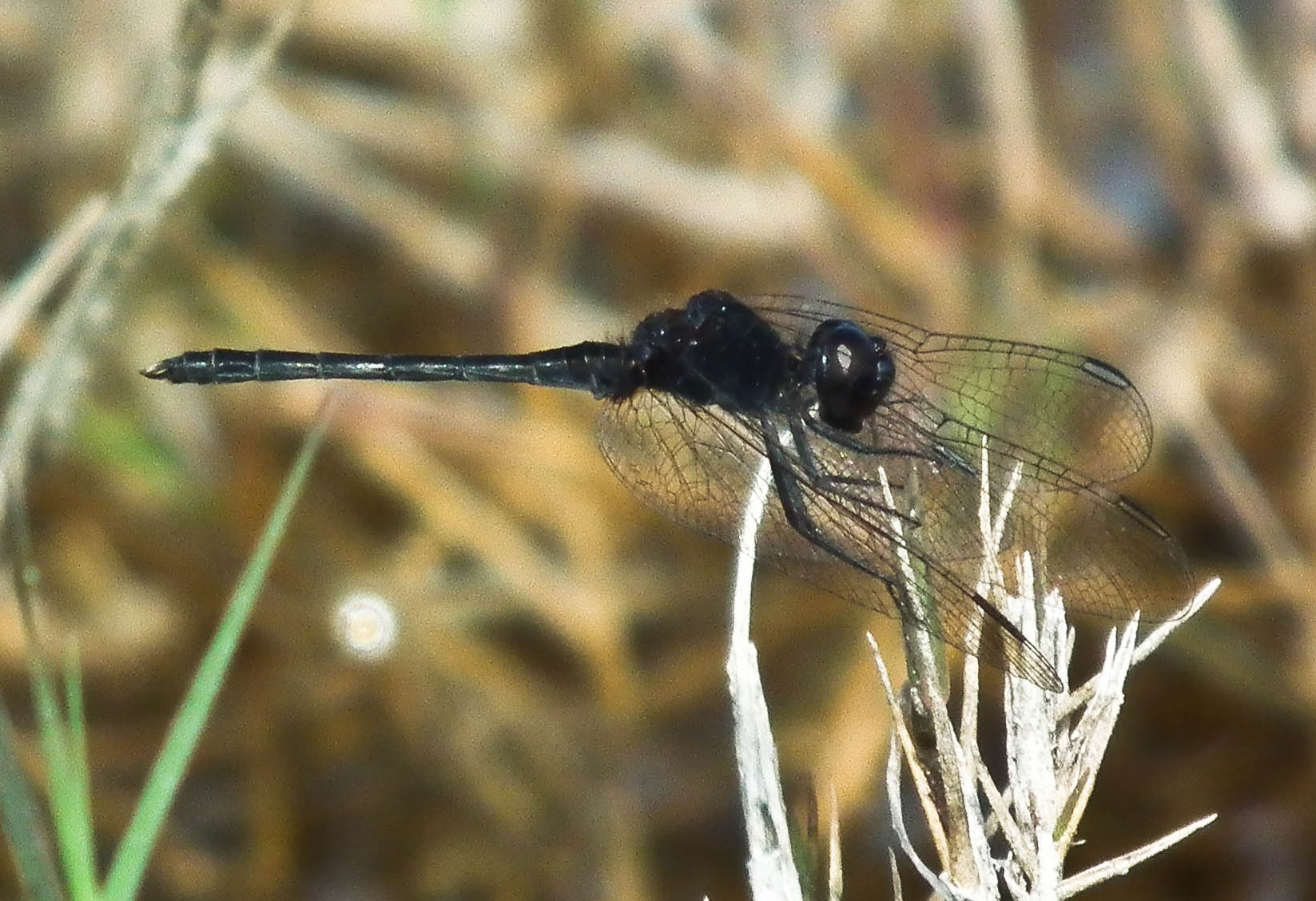
Diplacodes lefebvrii
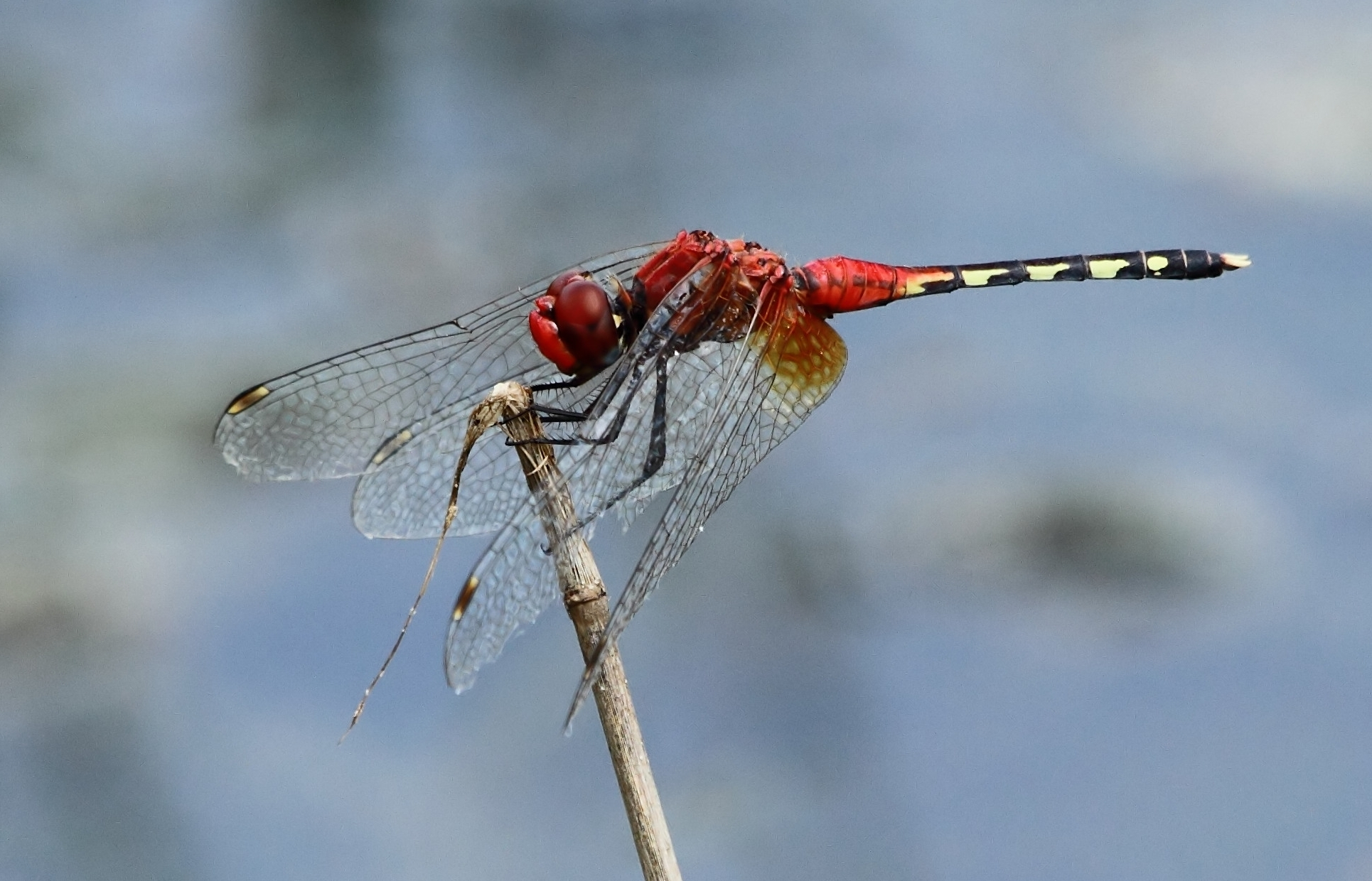
Diplacodes luminans
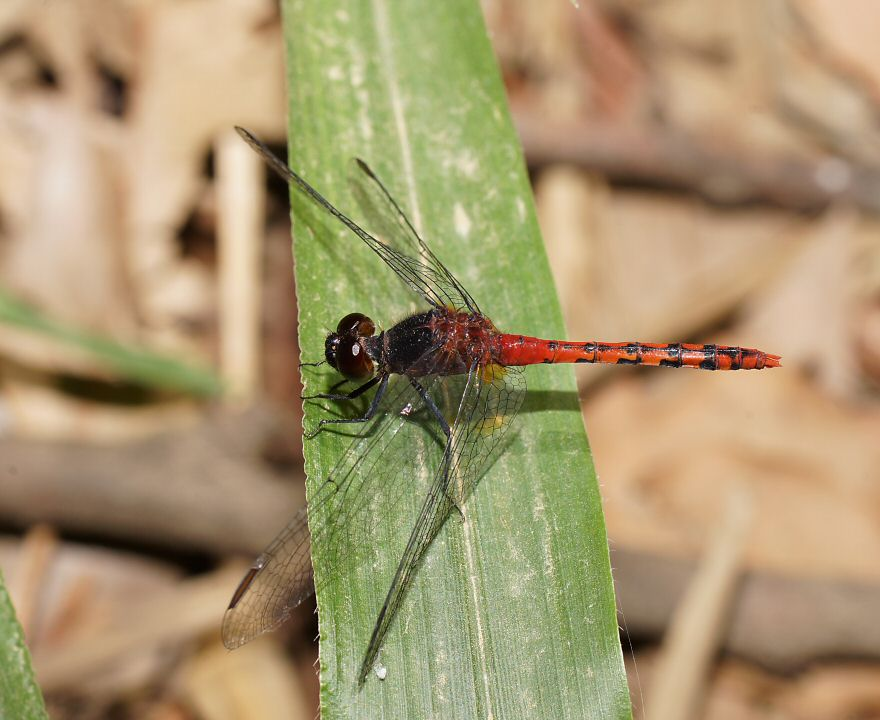
Diplacodes melanopsis
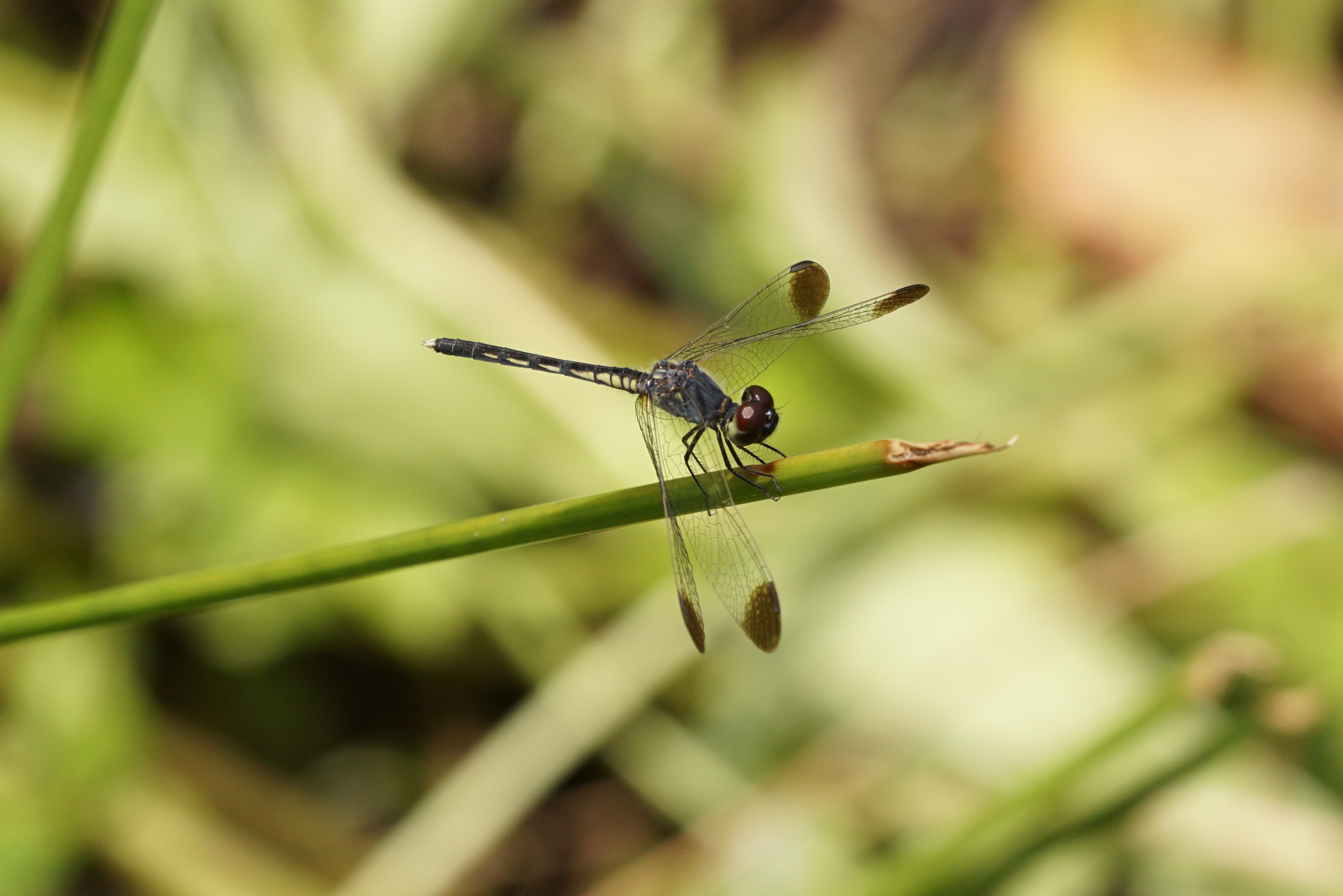
Diplacodes nebulosa
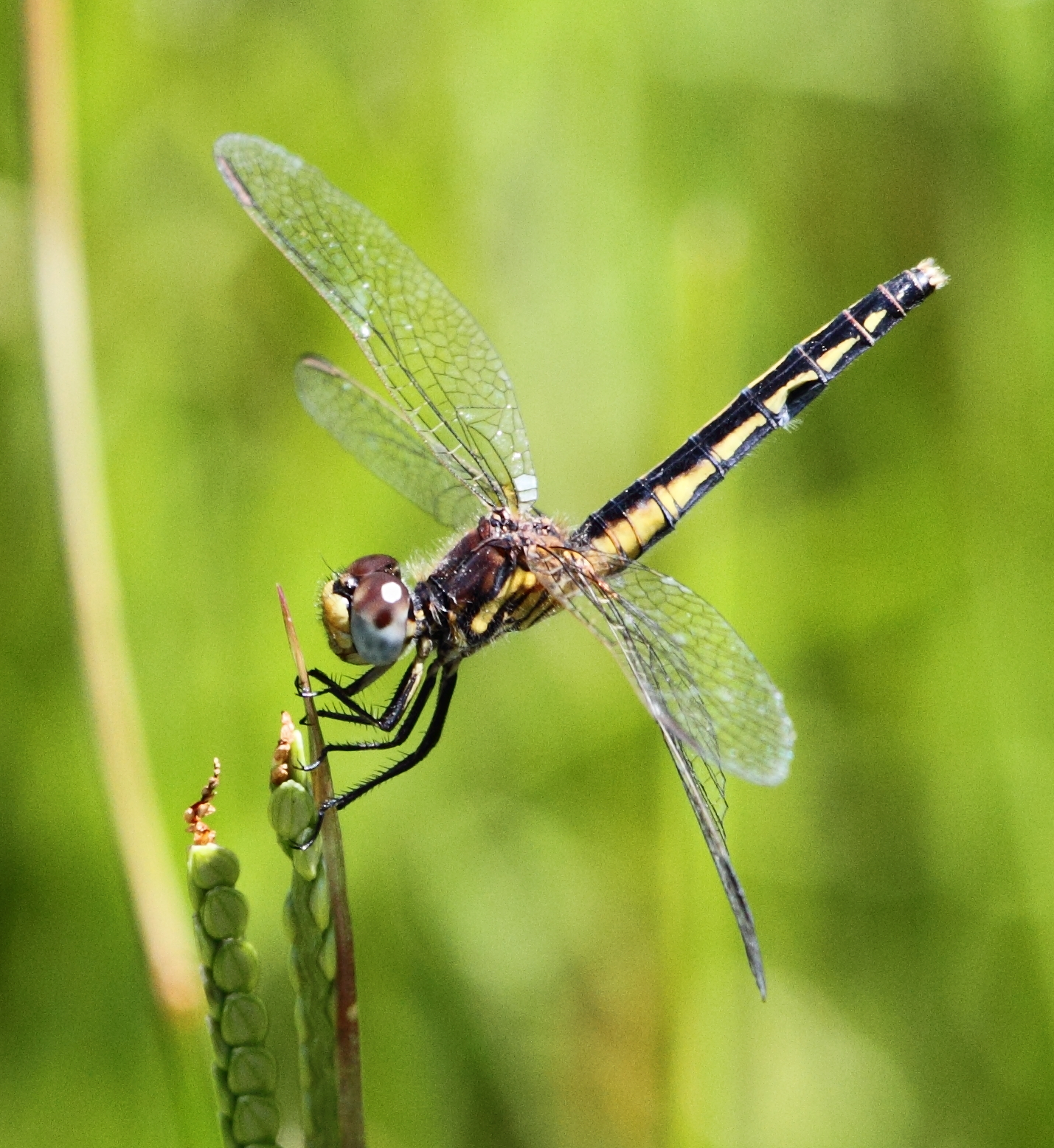
Diplacodes pumila
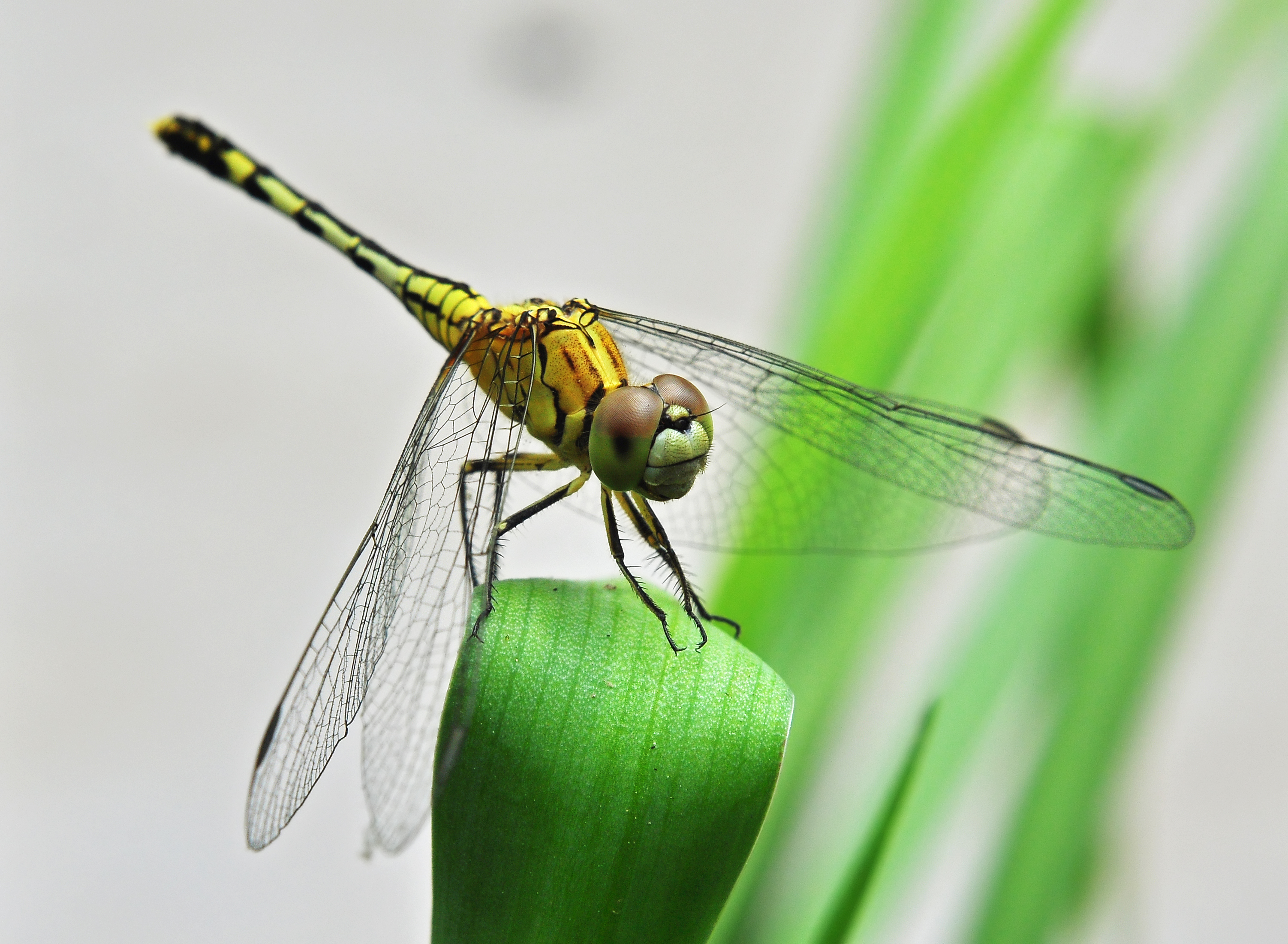
Diplacodes trivialis